# بخش مرکزی شهرستان اشتهارد
بخش مرکزی شهرستان اشتهارد یکی از بخش‌های شهرستان اشتهارد در استان البرز ایران است.

## تقسیمات کشوری
- بخش مرکزی شهرستان اشتهارد
  - دهستان ایپک
  - دهستان صحت‌آباد

شهر : اشتهارد

## جمعیت
براساس سرشماری مرکز آمار ایران در سال ۱۳۹۵، جمعیت بخش مرکزی شهرستان اشتهارد ۳۵۳۵۰ نفر (در ۱۰۹۱۱ خانوار) بوده‌است.